# História da Horta

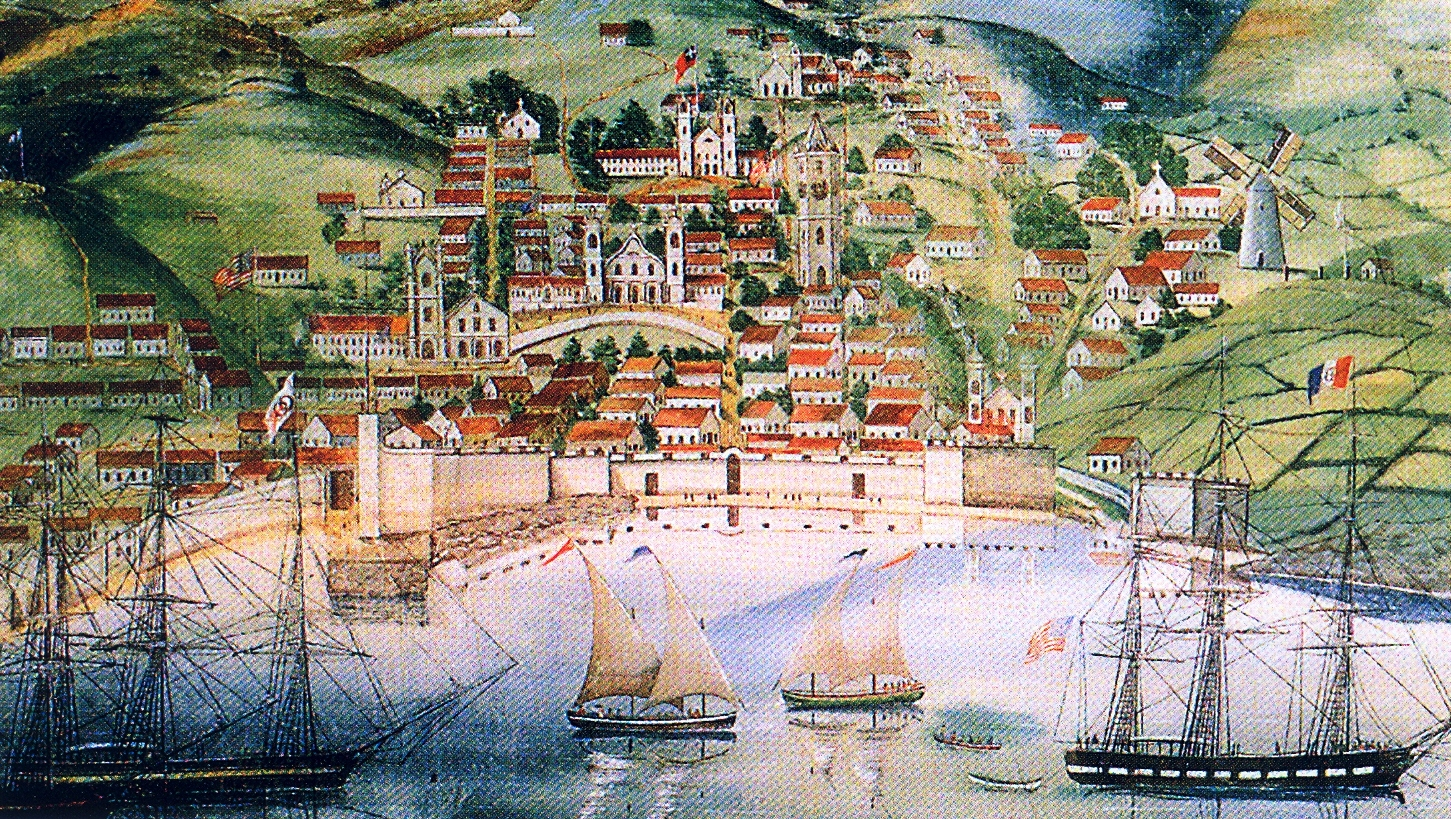
"Vista da Baía da Cidade da Horta na Ilha do Faial, cerca de 1842". Panorama de Purrington & Russel, New Bedford Whaling Museum

Existem duas teorias sobre a origem do topónimo "Horta". Uma sustenta que ele deriva do apelido flamengo do seu 1.º Capitão-donatário, Joss van Hurtere e outra - que parece mais plausível de vez que que "Hurtere" derivou para "Utra" e depois "Dutra" -, de que o topónimo terá surgido pelas variadas hortas e jardins que à época já existiam na ilha. Como a palavra "jardim" ainda não existia no antigo vocabulário, "horta" servia para englobar culturas, flores e árvores. É esta a opinião que encontra maior consenso entre os mais antigos historiadores faialenses e como defende Osório Goulart, escritor e filólogo faialense.

## Povoamento e colonização
Em 1465, o nobre flamengo Joss van Hurtere desembarcou na então denominada "Ilha de São Luís" (atual Faial) com mais 15 compatriotas. O grupo demorou-se na ilha por um ano, em busca de prata e estanho.
Em 1467, Hurtere retornou à ilha em uma segunda expedição. Desembarcou num trecho da costa que viria a ser conhecido como baía da Horta e, no local que escolheu para se estabelecer, que deu origem à povoação da Horta, fez erguer uma ermida sob a invocação da Santa Cruz.
Em 21 de Fevereiro de 1468, o Infante Fernando de Portugal, Duque de Viseu e Donatário dos Açores, concedeu a Hurtere a Capitania do Faial. Aos primeiros povoadores - camponeses flamengos - somou-se grande quantidade de agricultores oriundos da região Norte de Portugal continental, dispostos a trabalhar arduamente nas novas terras. Hurtere, buscando novas oportunidades de negócio, atraiu uma segunda vaga de colonos, que chegaram por volta de 1470, sob o comando do também nobre flamengo Willem van der Haegen (mais tarde transliterado para Guilherme da Silveira), que trouxe administradores, comerciantes, colonos e outros compatriotas para se estabelecerem na ilha.
O filho de Hurtere, Joss de Utra (que se tornou o segundo capitão-mor ), e a filha, D. Joana de Macedo (que foi desposada por Martin Behaim, em 1486, na Ermida de Santa Cruz), permaneceram na ilha do Faial muito depois do falecimento de Hurtere, em 1495.
A ilha prosperou com a exportação de trigo e pastel. Essa prosperidade fez com que a povoação da Horta fosse elevada a vila por D. Manuel I de Portugal já no ano de 1498. No início do governo de Joss de Utra (c. 1495), o centro da futura Vila da Horta já se encontrava mais a Norte da Ermida de Santa Cruz. A primitiva Casa da Câmara e Cadeia, situava-se na altura do n.º 16 da Rua do Bom Jesus.  A freguesia da Matriz do Santíssimo Salvador da Horta, a primeira freguesia paroquial a ser constituída, foi aberta ao culto em 28 de Junho de 1514.
Data de 1567 o projeto do Forte de Santa Cruz da Horta. O aumento do povoamento, por essa época, levou à constituição da freguesia de N. Sra. da Conceição (30 de Julho de 1568), e mais tarde, da freguesia de N. Sra. da Angústias (28 de Novembro de 1684), pela Diocese de Angra.
Aquando da visita do padre Gaspar Frutuoso, por volta de 1570, a vila da Horta tinha 509 fogos.

## Da Dinastia Filipina ao século XVII
Em 1583, soldados espanhóis sob o comando de D. Pedro de Toledo desembarcaram no Pasteleiro, na parte sudoeste da ilha. Mesmo com reforços de tropas francesas, a guarnição foi incapaz de conter os assaltantes e, após escaramuças às portas do Forte de Santa Cruz, António Guedes de Sousa, Capitão-Mor do Faial, foi executado.
Em Setembro de 1589 George Clifford de Cumberland, no comando de uma frota de 13 navios ingleses, apresou uma nau espanhola e mandou saquear as igrejas e conventos, profanando-as e quebrando as imagens e crucifixos. Levaram as peças de artilharias que encontram - excepto 2 peças, que não viram em Porto Pim - e incendiaram as casas do Forte de Santa Cruz. ("Arquivo dos Açores", Vol. 2, pág. 304 - Carta do Capitão-mor Gaspar Gonçalves Dutra)
Em 1597, uma nova força, sob o comando de Sir Walter Raleigh, segundo em comando de Robert Devereux, 2.º conde de Essex, saqueou e incendiou os principais edifícios religiosos da cidade da Horta (Ermida de Santa Cruz, primitiva Igreja do SS.º Salvador, Convento de São João, primitivo Convento de São Francisco, Igreja de N. Sra. da Conceição), bem como as igrejas paroquiais dos Flamengos, da Feteira e da Praia do Almoxarife. As presença frequente de corsários e piratas no Mar dos Açores obrigou à construção de fortes e fortins na ilha que, no século XVIII ascendiam a mais de vinte.
A perspectiva do Capitão Edward Wright (1589) e a Planta das Fortificações (1804) apontam para um núcleo urbano inicial (Santa Cruz/Porto Pim) e um crescimento em torno da primitiva Igreja Matriz (onde hoje é a Torre do Relógio) e da praça pública (onde hoje é a Alameda Barão de Roches). Mais tarde, os edifícios municipais situavam-se no canto da Rua Visconde Leite Perry com a Rua Arriaga Nunes. Por fim, a Casa da Câmara e o Tribunal, instalam-se no Colégio dos Jesuítas da Horta, após a expulsão da Companhia de Jesus de Portugal, em 1758.
Segundo o frei Diogo das Chagas (OFM), em 1643, a Ilha do Faial tinha 8 491 habitantes distribuídos por 1 864 fogos. Quanto à vila da Horta, tinha 2 579 habitantes distribuídos por 610 fogos ("Espelho Cristalino", pág. 478).
A erupção vulcânica do Cabeço Gordo, em 1672 conduziu a uma vaga migratória para o Brasil, mas a economia da ilha não foi significativamente afetada.
D. Frei Lourenço, Bispo de Angra, em 30 de Agosto de 1675, mandou realizar as obras - já autorizadas - para a reconstrução da Ermida de Santa Cruz, com a mesma invocação. (Arquivo dos Açores, Vol. 1, pág. 175) Em 1688, só restava realizar as obras finais e a ornamentação da igreja. (Anais do Município da Horta, Marcelino de Lima, pág. 245-6)
Nos anos seguintes, a Horta tornou-se um ponto de paragem para os missionários jesuítas que viajam de e para o Brasil e a Ásia. Os jesuítas ergueram um colégio na cidade, assim como o fizeram os Carmelitas e os Franciscanos.

## Os séculos XVIII e XIX

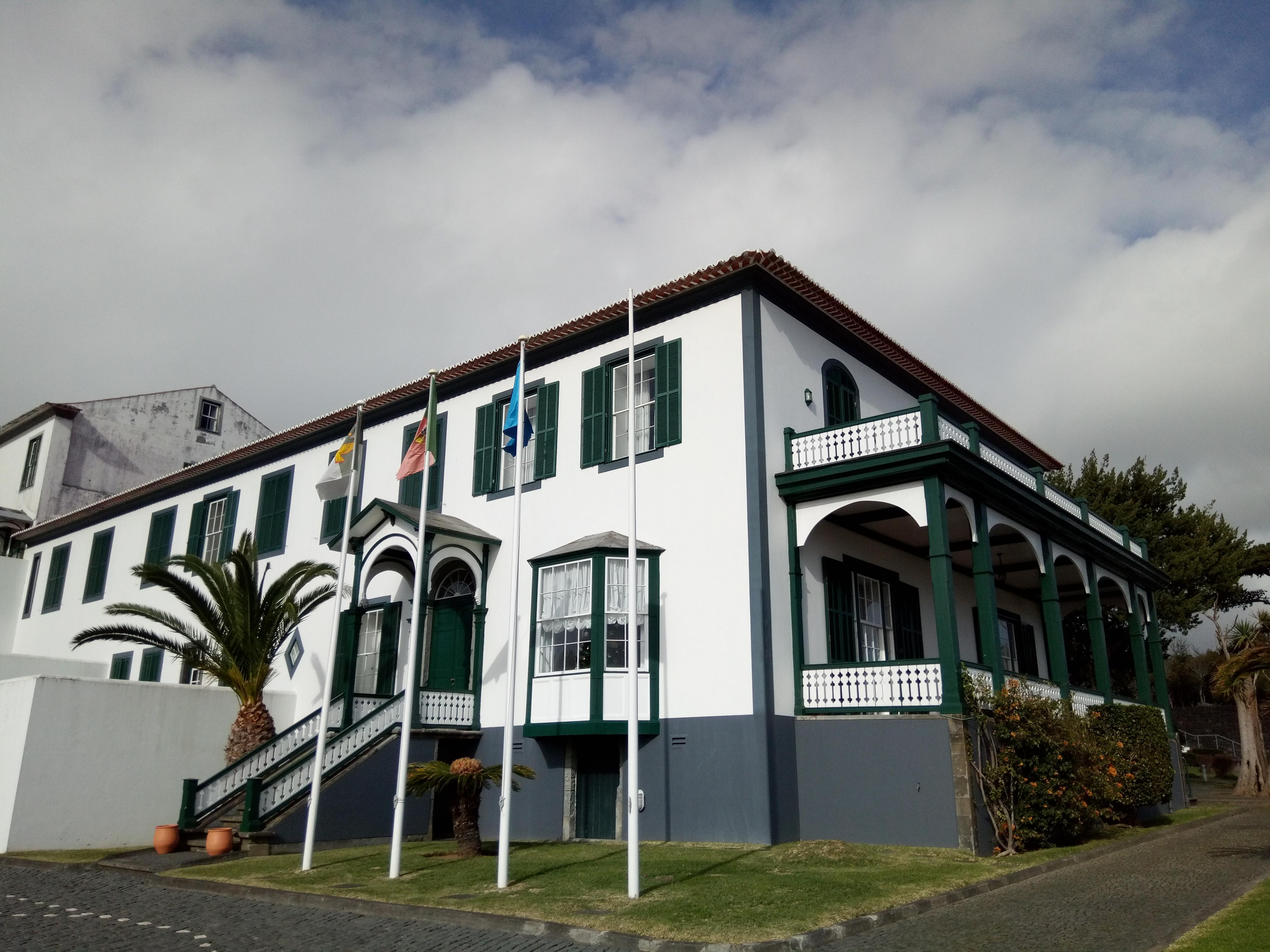
Cedars House, antiga residência dos Dabney, atual residência oficial do Presidente da Assembleia Legislativa Regional dos Açores.

Durante os séculos XVIII e XIX, a Horta é descrita como uma pequena povoação que se desenvolvia ao longo de uma só rua, ao longo da baía da Horta. Possuía vários conventos e igrejas, mas pouco comércio e quase nenhuma indústria. Graças à sua localização, a vila começou a prosperar como um porto de escala de importantes rotas comerciais transtlânticas. Em 1755, serviu de porto de escala ao explorador inglês Capitão James Cook.
Conheceu um período de prosperidade entre 1804 e 1896. Iniciou-se quando o empresário e empreendedor John Bass Dabney (1766-1826), cônsul-geral dos Estados Unidos nos Açores, recém-casado com Roxanne Lewis, instalou-se na Horta, no fim do ano de 1804. Posteriormente, o seu filho, Charles William Dabney, casado com Francis Alsop Pomeroy, sucedeu-lhe como Cônsul. Registe-se a importância da família Dabney ao longo de 83 anos na história e economia faialense, reflectida na dinâmica do seu porto ao longo do século XIX, ligados à exportação de laranjas e de vinho verdelho da ilha do Pico, e como porto de reabastecimento dos barcos baleeiros norte-americanos e de reabastecimento de carvão aos navios a vapor. No fim desse período foi beneficiada com a construção do porto comercial (1876) e a instalação das companhias dos cabos telegráficos submarinos (1893).
Nesse ínterim, a 26 de Setembro de 1814, o brigue corsário estadunidense "General Armstrong", sob o comando do capitão Samuel Chester Reid, foi afundado na baía da Horta por três navios de guerra britânicos sob o comando de Robert Lloyd. Após o afundamento de sua embarcação, o Capitão Reid protestou formalmente por ver destruído o seu navio num porto supostamente neutro e pela incapacidade dos portugueses em fazer valer essa mesma neutralidade. A sua principal peça de artilharia, o canhão "Long Tom" - nome afectuoso com que fora baptizado, viria mais tarde a ser recuperado do fundo da baía. na ocasião, o rei D. Carlos I ofereceu a peça recuperada ao General Batcheller, então ministro dos EUA em Lisboa. Deste modo, este último deslocou-se à Horta, de onde despachou a peça para Nova Iorque, a bordo do navio "Vega", onde chegou a 18 de Abril de 1893.
No contexto da Guerra Civil Portuguesa (1828-1834), por iniciativa do duque d'Ávila e Bolama, a Horta foi elevada à categoria de cidade e capital do distrito (4 de Julho de 1833),  como recompensa pelo apoio dado ao Liberalismo. Posteriormente, a Câmara da Horta recebeu o seu brasão de armas por decreto assinado pelo rei D. Luís I de Portugal, em 3 de Maio de 1865, com o título de "Mui Leal Cidade da Horta".
Na história semi-autobiográfica "Innocents Abroad" (1863), de Mark Twain, este pintou um quadro bastante crítico da cidade da Horta e do Faial, à época:
"O grupo no píer era farrusco - homens e mulheres, meninos e meninas, todos esfarrapados e descalços, despenteados e sujos, e por instinto, educação e profissão, mendigos. Eles marcharam atrás de nós, e nunca mais, enquanto estivemos no Faial, nos livramos deles. Caminhávamos no meio da rua principal, e esses vermes nos rodeava por todos os lados, e encaravam-nos; a cada momento casais excitados disparavam à frente do cortejo para dar uma boa olhada para trás, como os rapazes da aldeia fazem quando acompanham o elefante em sua viagem de publicidade de rua em rua.
"A comunidade é eminentemente portuguesa - o que significa dizer que é lenta, pobre, indolente, sonolenta e preguiçosa. Existe um governador civil, nomeado pelo Rei de Portugal, e também um governador militar, que pode assumir o controle supremo e suspender o governo civil a seu bel-prazer. [...] Há um superintendente assistente para alimentar a usina e um superintendente geral para mantê-lo e impedí-lo de ir dormir... Não há um carrinho de mão na terra [...] Não há um arado moderno nas ilhas, ou uma máquina de debulha. Todas as tentativas de apresentá-los falharam. O bom católico Português benzeu-se e rezou a Deus para protegê-lo de todo o desejo blasfemo de saber mais do que o seu pai soube antes dele. [...] As pessoas mentem e enganam o estrangeiro, e são desesperadamente ignorantes, e dificilmente tem alguma reverência por seus mortos. O último traço mostra quão pouco eles são melhores do que os burros com quem eles comem e dormem."
Com o início da construção do porto comercial (20 de Outubro de 1876), aliado à sua localização geoestratégica, este tornou-se o melhor porto do arquipélago, tendo servido de apoio à Marinha Aliada durante as duas guerras mundiais.

## Os cabos telegráficos submarinos
Entre 1893 e 1969 a cidade tornou-se um importante centro de comunicações intercontinental, ligando a Europa à América.
Em 23 de Agosto de 1893 a empresa britânica Telegraph Construction and Maintenance Company instalou primeiro cabo telegráfico submarino - ligando inicialmente a cidade da Horta (Alagoa) a Lisboa (Carcavelos); e depois, ao resto do mundo. A presença das várias companhias dos cabos submarinos na cidade - britânicas, germânicas e estadunidenses -, teve reflexos muito importantes na sociedade faialense - a nível económico, cultural e desportivo, bem como no seu urbanismo.
Em 1928 concentravam-se na Horta quinze cabos telegráficos submarinos, o que fazia com a cidade se constituísse em um dos maiores centros de comunicações desse género no mundo.

## Horta no século XX
No contexto da Primeira Guerra Mundial, a cidade sofreu bombardeamento por parte do Império Alemão, em Dezembro de 1916.
O primeiro voo transatlântico hidroavião NC4 sob o comando Capitão Albert C. Read, fez escala na Baia da Horta, em 17 de Maio de 1919. A cidade da Horta entrou assim na História da Aviação. O Coronel Charles Lindberg acompanhado de sua esposa, Anne Morrow, a serviço da Pan American, em 21 de Novembro de 1933, amarou na Horta no seu monoplano "Spirit of St. Louis". A partir de 21 de Março de 1939, tem início as carreiras regulares de hidroaviões entre a América do Norte e a Europa - até ao ano de 1945.
Em 1921, rebocadores Neerlandeses de alto-mar que davam apoio à navegação do Atlântico Norte, passaram a escalar no porto. Após a Segunda Guerra Mundial, estes retornaram para auxiliar os navios transporte que apoiaram a reconstrução da Europa. Na década de 1960 iniciou-se o afluxo de iatistas.
Em 31 de Agosto de 1926 a ilha e o concelho foram abaladas por um sismo de grande magnitude. Décadas mais tarde, entre Setembro de 1957 a Outubro de 1958, o Vulcão dos Capelinhos, também afectou a ilha e o concelho. Mais recentemente, em 23 de Novembro de 1973 e em 9 de Julho de 1998, o concelho foi novamente afectado por actividade sísmica, com prejuízos humanos e materiais avultados.
O Aeroporto da Horta foi inaugurado na freguesia de Castelo Branco, em 24 de Agosto de 1971, pelo então Presidente da República, Almirante Américo Tomás. Desde 1985, a TAP iniciou a ligações aéreas directas entre Horta e Lisboa. No interior do porto, em 3 de Junho de 1986 é inaugurada a Marina da Horta, o primeiro porto de recreio a ser inaugurado nos Açores. Depois de obras de remodelação do Aeroporto, em Dezembro de 2001, este recebe a categoria de "Aeroporto Internacional".